# Tom Thumb (locomotief)

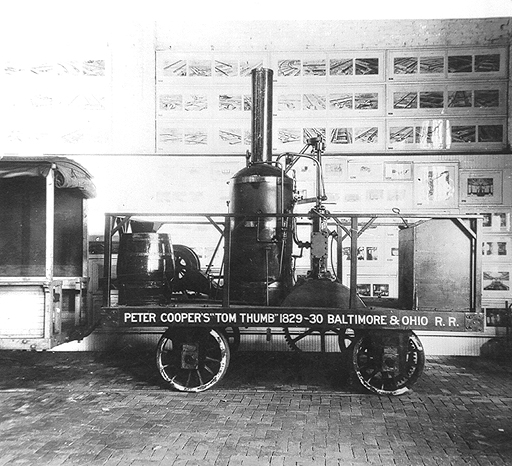
Een replica van Tom Thumb uit 1927

Tom Thumb was de eerste in de Verenigde Staten gebouwde locomotief die op de Amerikaanse spoorwegen in dienst gesteld werd. De machine woog één ton. 
De locomotief reed op de Baltimore and Ohio Railroad. De eerste rit werd uitgevoerd op 11 februari 1831, met twee passagiersrijtuigen. 
Een replica van de locomotief uit 1927 wordt tentoongesteld in het B&O Railroad Museum in Baltimore.